# Антуан Барнав
Антуа́н Барна́в (фр. Antoine Pierre Joseph Marie Barnave; 1761 — 29 листопада 1793) — французький політичний діяч і соціолог.
Розвивав ідеї Монтеск'є про географічне середовище як вирішальний фактор суспільного розвитку. Прихильник конституційної монархії (фельян) і капіталістичної приватної власності. У філософії Барнав — послідовник сенсуалізму.
Узявши найактивнішу участь у розробці перших законодавчих основ Французької Республіки після Революції 1789 року, вже у 1791 році Барнав на вершині народної популярності усунувся від державних справ, видалившись у помістя в провінції.
Обвинувачений у монархізмі, був страчений за вироком Революційного трибуналу в період якобінської диктатури. За свідченнями, перед стратою спокійно здійнявшись на ешафот, вдарив ногою об поміст й вигукнув, звертаючись до неба: «Оце і є моя винагорода?»